# Strada europea E331
La strada europea E331  è una strada di classe B, lunga 185 km, il cui percorso si trova completamente in territorio tedesco e dalla designazione con l'ultimo numero dispari si può evincere che il suo sviluppo è in direzione nord-sud.
Collega la città di Dortmund, con Kassel (dove confluisce nella E45) utilizzando parte del percorso della Bundesautobahn 44.